# ادریا ماتئو
ادریا ماتئو (انگلیسی: Adrià Mateo؛ زادهٔ ۱۶ مارس ۱۹۹۵) بازیکن فوتبال اهل اسپانیا است.